# جشمة لشة اي جوكار (مارغون)
جشمة لشة اي جوکار (بالفارسية: چشمه لشه‌ای جوکار) هي قرية تقع في إيران في قسم مارغون الريفي. يقدر عدد سكانها بـ 104 نسمة .